# 氷川神社 (中野区本町)
氷川神社（ひかわじんじゃ）は、東京都中野区本町にある神社。本郷氷川神社（ほんごうひかわじんじゃ）とも称される。

## 概要
1469年（文明元年）に創建された。太田道灌が江戸城の鎮護のために氷川神社から分霊を勧請し創建したという。本郷村の鎮守でもあった。
1477年（文明9年）の江古田・沼袋原の戦いに際し、太田道灌は杉一株を当社に献上して戦勝祈願したが、1914年（大正3年）に落雷のため枯死したという。
1945年（昭和20年）５月に東京大空襲の戦火を被り社殿並びに建造物は全て焼失。その後10年に渡り放置されたままであったが、氏子の復興への熱意により1955年（昭和30年）に本殿、1958年（昭和33年）に神楽殿及び社務所が再築された。

## 氏子地域
- 中野区本町一丁目1～30
- 中野区本町二丁目1～28
- 中野区本町三丁目1～14・16・18～24
- 中野区本町四丁目1～4・7～17・22～28・31～38
- 中野区本町五丁目（全域）
- 中野区本町六丁目1～5・12
- 中野区弥生町一丁目（全域）
- 中野区弥生町二丁目1～11・22～24・43・53

　　　　　　　　　　 12～15・20～21・25～30・41～42（弥生町の神明氷川神社と重複）

詳細は公式ウェブサイトを参照

## ギャラリー

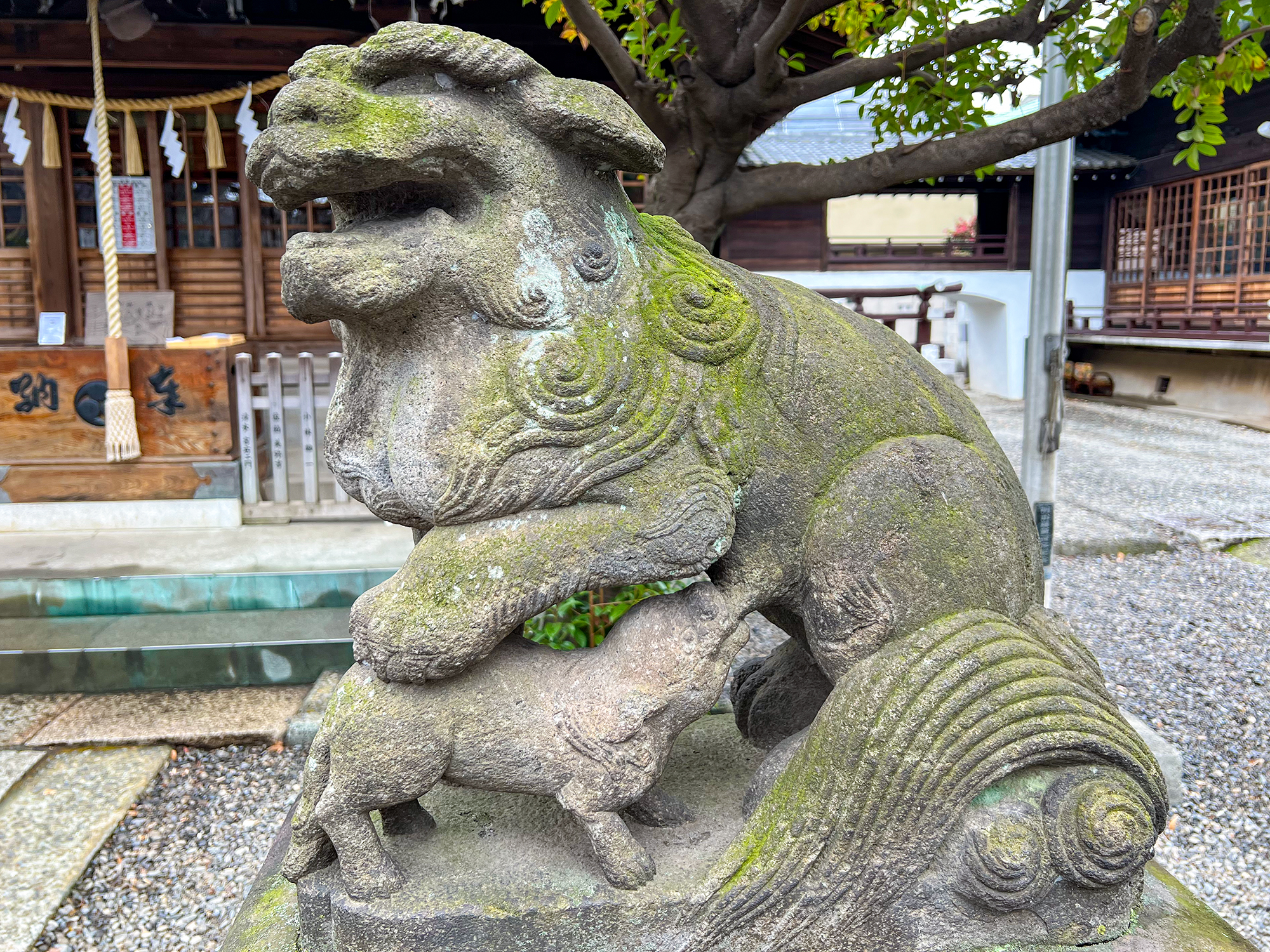
授乳する狛犬
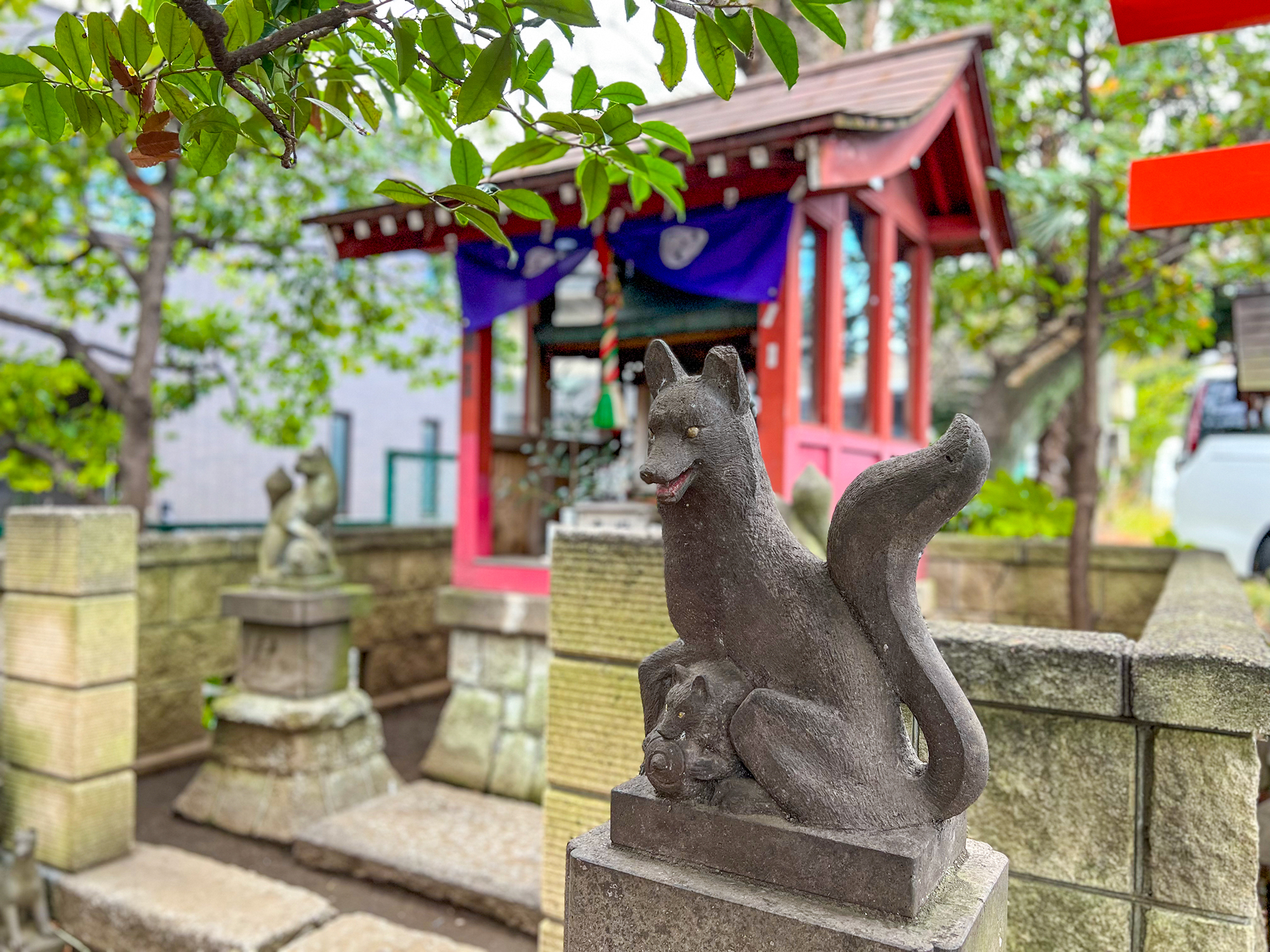
境内社（稲荷神社）
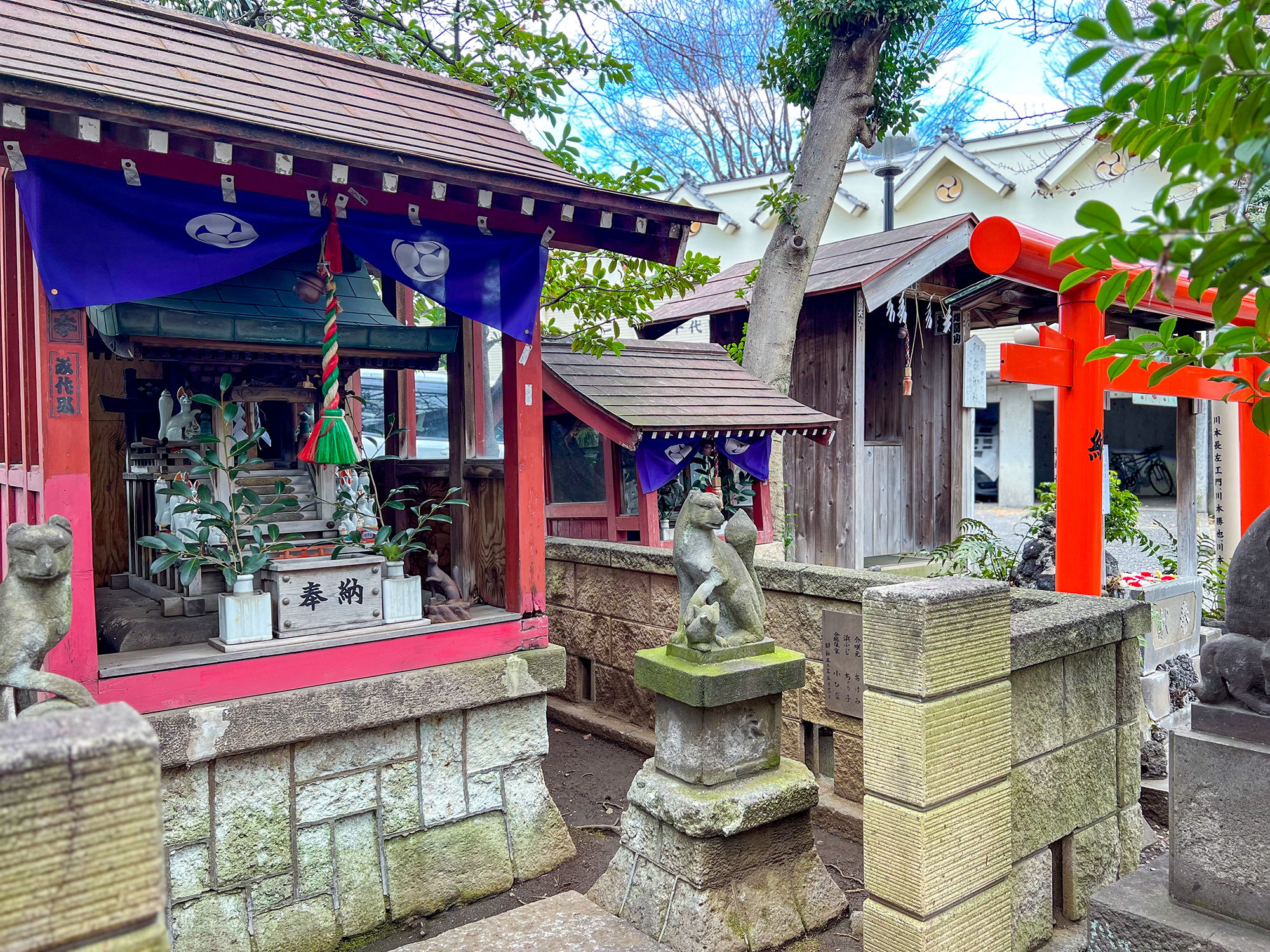
境内社（稲荷神社と御嶽神社）
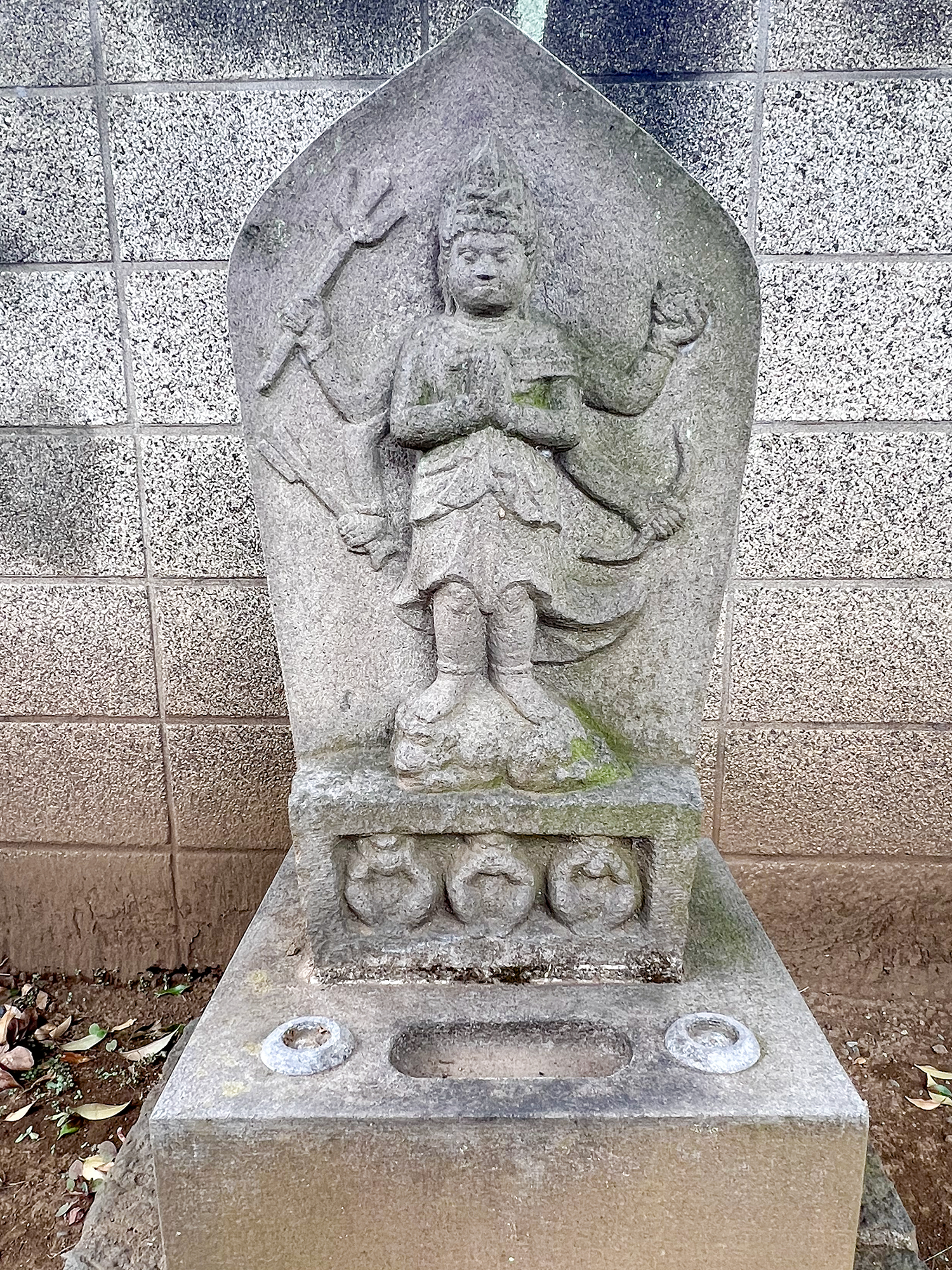
庚申塔（道祖神）
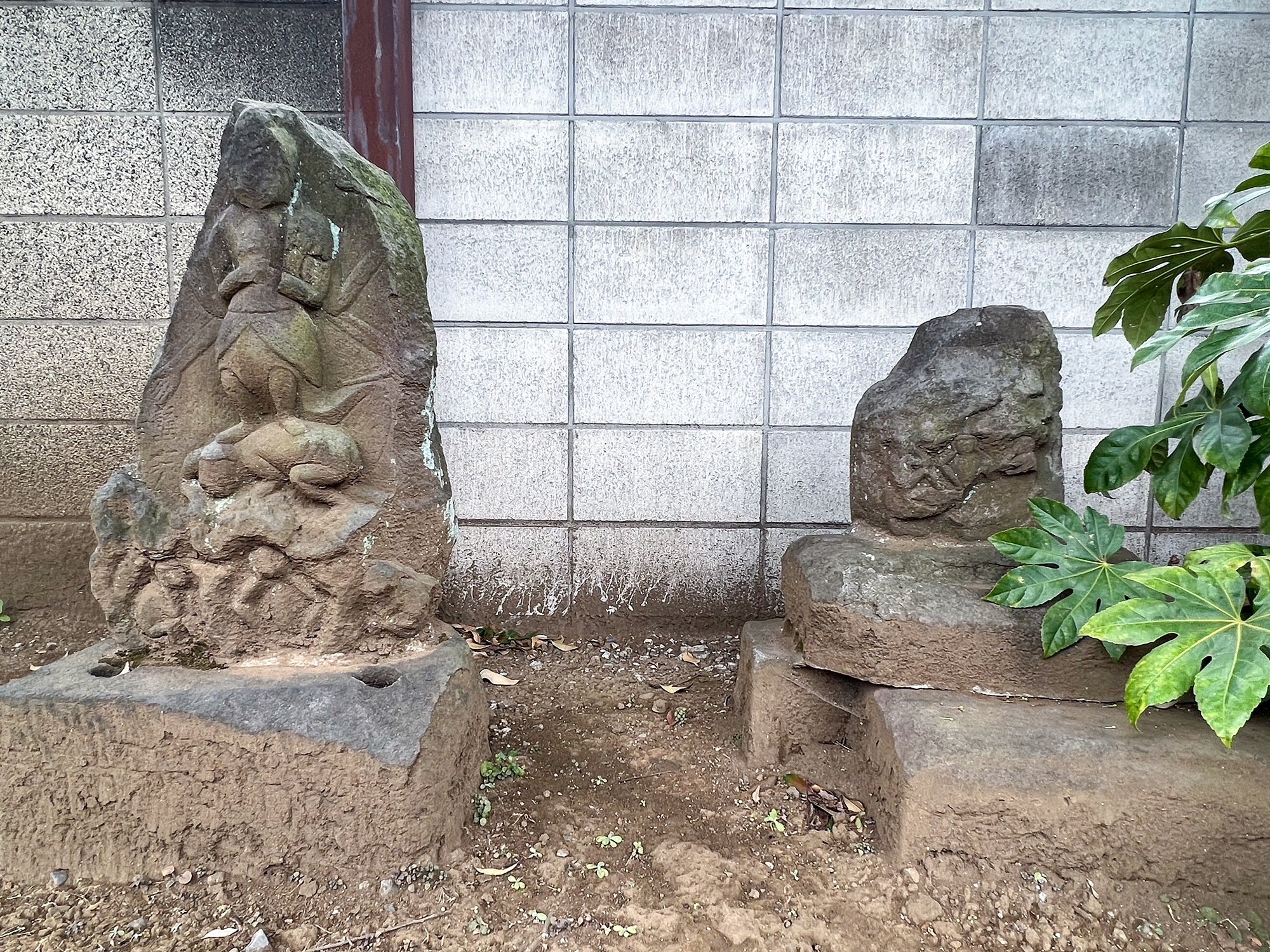
庚申塔（道祖神）
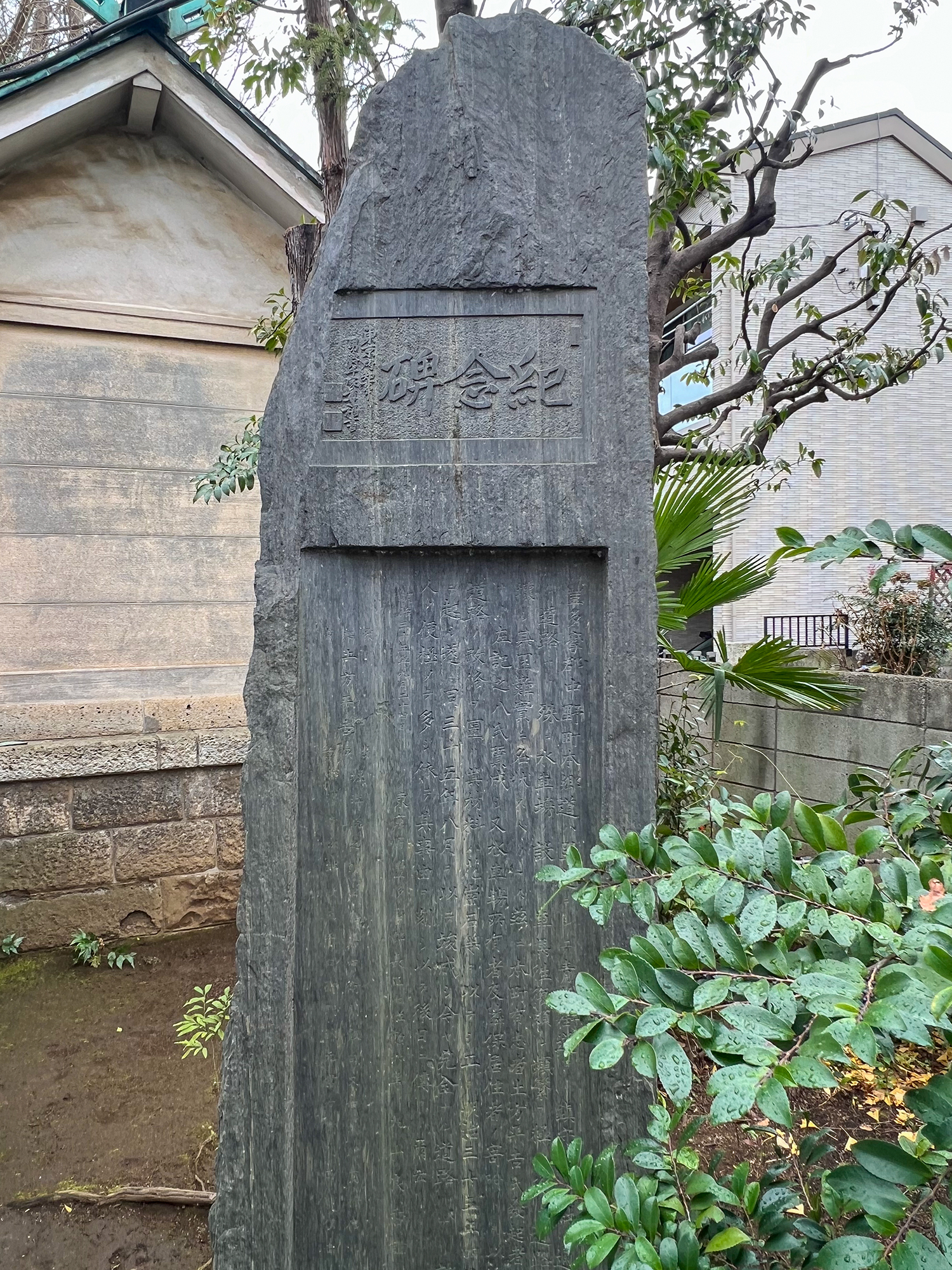
本郷道改修記念碑

## 交通アクセス
- 東京メトロ丸ノ内線中野新橋駅より徒歩３分、新中野駅より徒歩８分。

## 関連施設
- 氷川橋 - 南へ150mの距離にある神田川にかかる橋。
- 神明氷川神社 - 南南西へ850mの距離にある中野区弥生町の氷川神社。
- 幡ヶ谷氷川神社 - 南南東へ1kmの距離にある渋谷区本町の氷川神社。